# Franck O'Neill
Pour les articles homonymes, voir O'Neill.
Franck O'Neill, mort le 15 mars 1975, est un acteur américain. À partir de 1934, il devient la V.F. de Stan Laurel.

## Filmographie
- 1925 : The Overland Limited (réalisateur)
- 1930 : Contre-enquête de Jean Daumery - Fred
- 1930 : L'Énigmatique Mr Parkes de Louis Gasnier - Jimmy Weymann
- 1931 : Échec au roi de Léon d'Usseau et Henri de La Falaise - Granton, le secrétaire
- 1931 : La Piste des géants de Raoul Walsh et Pierre Couderc - Lucien
- 1932 : Sa meilleure cliente de Pierre Colombier
- 1932 : Mon ami Tim de Jack Forrester - Finky Lawrence
- 1932 : La foule hurle de Howard Hawks et Jean Daumery - Eddy Greer, le frère
- 1933 : Toi que j'aime de Geza Von Bolvary
- 1933 : Pêcheur d'Islande de Pierre Guerlais
- 1935 : American-Bar de Andrew F. Brunelle - court métrage -
- 1936 : La Madone de l'Atlantique de Pierre Weill
- 1936 : Trois dans un moulin de Pierre Weill

## Source
- Ressource relative à l'audiovisuel :   - IMDb